# 9K38 игла
9K38 игла је руска (некад совјетска) лако преносива ракета земља-ваздух са инфрацрвеним навођењем. У НАТО овај комад оружја је познатији као SA-16 или SA-18.

## Историја
Развој Игле почиње 1971. године како би заменила старије и мање поуздане системе. Главни циљ је био развити противваздушну ракету са бољом отпорношћу и бољим нишаном од претходне Стреле. 1978. године пројекат се поделио у две етапе. Прва етапа је подразумевала наставити са развојем функционалности, а друга развити једноставнију Иглу засновано на Стрели. Игла са ознаком 94310 Игла-1 улази у употребу 1981, док 1983. године почиње коришћење Игле са овом ознаком 9К38 Игла. Основне особине су: идентификација авиона који се гађа (да грешком не би био погођен пријатељски авион); крилца којима се могу пратити и окретнији авиони; навођење које се хлади да не би било ометања топлотним ометачима; могућност гађања циљева у оба смера, итд. НАТО је за потребе своје морнарице користио сличну ракету са ознаком SA-N-10 Grouse.
Коришћена у свим већим сукобима који су се збили у задњим деценијама 20., али и на почетку 21. века: Ирак (Заливски рат), БиХ - Република Српска (Распад СФРЈ), Руанда као и у Сирији.

## ‎Спољашње везе
- Удар Иглом или убод Врбом (Телевизија Звезда - Званични рутјуб канал)